# Heather O’Rourke

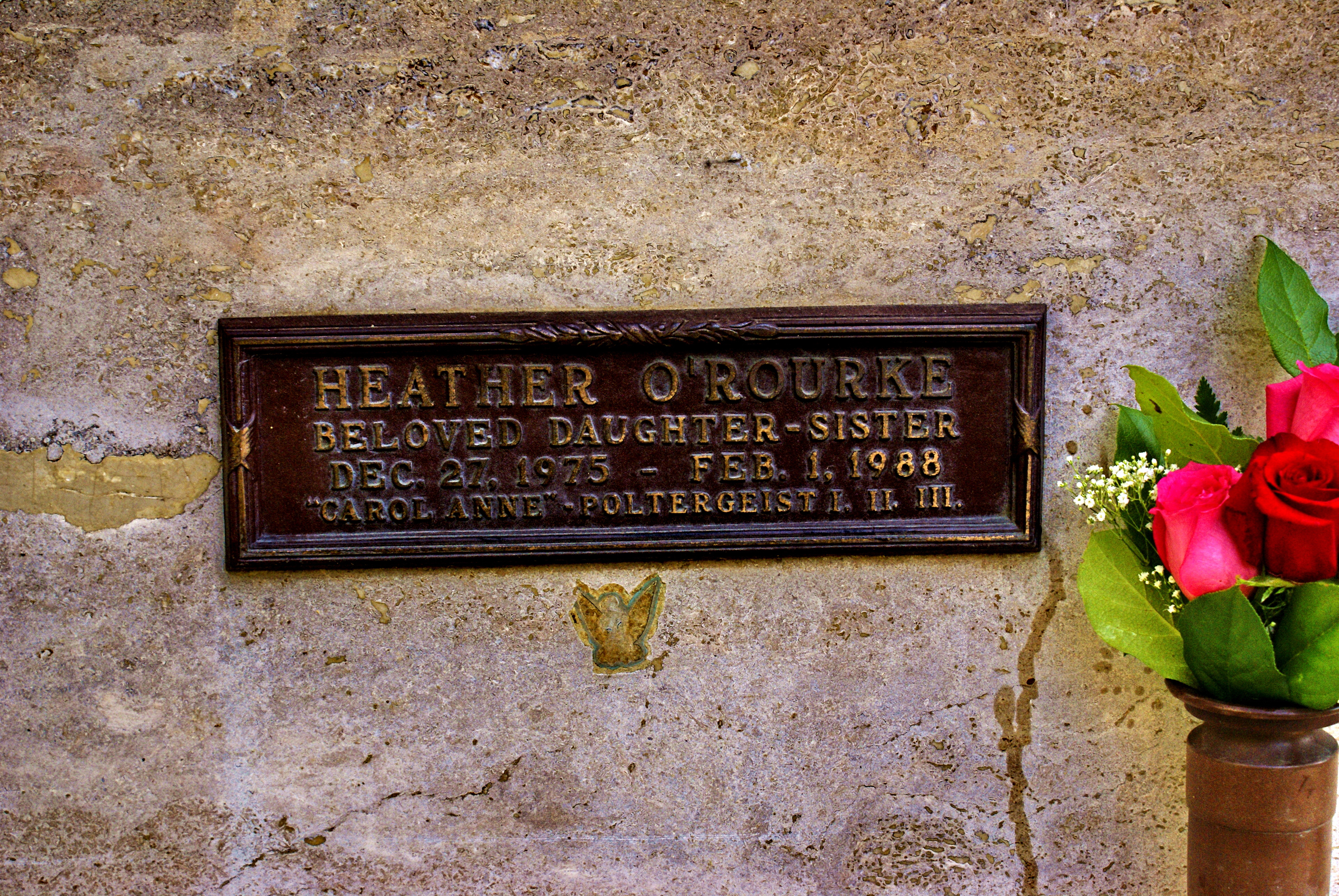
Grabstelle von Heather O’Rourke

Heather Michele O’Rourke (* 27. Dezember 1975 in San Diego, Kalifornien; † 1. Februar 1988 ebenda) war eine US-amerikanische Kinderdarstellerin, die durch ihre Rolle als Carol Anne in der Poltergeist-Trilogie bekannt wurde. Sie hatte anschließend zwischen 1982 und 1983 eine wiederkehrende Rolle in der Sitcom Happy Days und trat als Gaststar in Fernsehserien wie Fantasy Island, CHiPs oder Matt Houston sowie in zwei Fernsehfilmen auf.

## Leben

### Frühes Leben
Heather Michele O’Rourke wurde am 27. Dezember 1975 in San Diego geboren. Sie war die Tochter von Kathleen und Michael O’Rourke und hatte eine ältere Schwester, Tammy O’Rourke, die seit 1980 ebenfalls als Schauspielerin tätig war. Heather war bereits seit ihrem dritten Lebensjahr in verschiedenen Fernsehspots zu sehen, unter anderem auch für bekannte Marken wie Mattel oder McDonald’s.
O’Rourke wurde 1980 im Alter von vier Jahren von Steven Spielberg entdeckt, der für seinen geplanten Poltergeist-Film nach einer Schauspielerin suchte, die für die Rolle der fünfjährigen Carol Anne geeignet war. Obwohl er sie zunächst für zu jung hielt, änderte er nach einem Interview und einem Schrei-Test seine Meinung und gab ihr die Rolle. Auch Drew Barrymore bewarb sich für die Rolle der Carol Anne; sie bekam stattdessen eine der Hauptrollen in Spielbergs E.T. – Der Außerirdische.

### Filmkarriere
Ein Jahr nach ihrer Entdeckung durch Spielberg hatte O’Rourke 1981 ihre erste Nebenrolle als Schauspielerin in einer Folge der Fernsehserie Fantasy Island.
Im Juni 1982 wurde der erste Poltergeist-Film veröffentlicht und O’Rourkes Ausspruch „They’re he-eere!“ („Sie sind hier!“) wurde zum Bestandteil der US-amerikanischen Popkultur. Das American Film Institute wählte ihn auf Platz 69 ihrer Liste der 100 besten Filmzitate aus US-amerikanischen Filmen. Nach dem großen Erfolg des ersten Teils übernahm O’Rourke die Rolle der Carol Anne auch in den beiden Fortsetzungen aus den Jahren 1986, Poltergeist II – Die andere Seite, und 1988, Poltergeist III – Die dunkle Seite des Bösen.
Von 1982 bis 1983 war sie zwölf Folgen lang Teil der Stammbesetzung der Sitcom Happy Days in der Rolle als Heather Pfister. Sie trat außerdem in Nebenrollen in den Fernsehfilmen Massarati and the Brain sowie … und fanden keinen Ausweg mehr auf.

### Krankheit und Tod
O’Rourke litt an einer angeborenen Darm-Stenose, die bereits ab Anfang 1987 zu gesundheitlichen Problemen führte. Sie wurde als Morbus Crohn fehldiagnostiziert und mit Cortison behandelt. Nach Ende der Dreharbeiten für Poltergeist III – Die dunkle Seite des Bösen starb O’Rourke am 1. Februar 1988 im Alter von 12 Jahren an den Komplikationen einer Notoperation infolge eines Darmverschlusses. Sie wurde im Westwood Village Memorial Park Cemetery in Westwood, Los Angeles, bestattet.

## Wirkung und Nachleben
Poltergeist III wurde erst vier Monate nach O’Rourkes Tod veröffentlicht und ihr zur Erinnerung  gewidmet. Die letzte Szene des Films wurde nach ihrem Tod umgeschrieben und mit einem Double gedreht, das nur von hinten zu sehen war. Es gibt unterschiedliche Aussagen von Darstellern und Produzenten darüber, ob das ursprünglich geplante Ende bereits gedreht wurde oder O’Rourke noch vor Ende der Dreharbeiten verstarb.
Im Mai 1988 verklagte O’Rourkes Mutter die behandelnden Ärzte sowie das Kaiser Foundation Hospital in San Diego, in der ihre Tochter die Fehldiagnose bekommen hatte. Die Klage wurde nach Zahlung einer unbekannten Summe zurückgezogen.
2008 verwendete der US-amerikanische Fernsehsatellitenbetreiber DirecTV Ausschnitte aus Poltergeist mit O’Rourke für einen Werbespot, die mit neuen Aufnahmen von Craig T. Nelson, dem Filmvater von Carol Anne, kombiniert wurden. Der Werbespot traf auf viel Kritik, da DirecTV die bereits seit zwanzig Jahren verstorbene Darstellerin und ihren tragischen Tod vermarkten würde. Laut Aussage des Betreibers sei dies jedoch in Absprache mit O’Rourkes Mutter geschehen, die den Spot als „wundervolle Ehrung“ ihrer Tochter verstehen würde.
Bei der Oscarverleihung 2010 wurde als Ehrung eine Filmmontage mit Ausschnitten aus den bekanntesten Horrorfilmen gezeigt, da dieses Genre vergleichsweise selten für einen Oscar nominiert wurde. Unter den gezeigten Filmausschnitten war auch Heather O’Rourkes bekannteste Szene aus Poltergeist mit ihrem Ausruf „They’re he-eere!“.

## Filmografie
- 1981: Fantasy Island (Fernsehserie, 1 Folge)
- 1982: Poltergeist
- 1982: Massarati and the Brain (Fernsehfilm)
- 1982–1983: Happy Days (Fernsehserie, 12 Folgen)
- 1983: CHiPs (Fernsehserie, 1 Folge)
- 1983: Matt Houston (Fernsehserie, 3 Folgen)
- 1983: Webster (Fernsehserie, 1 Folge)
- 1984: Finder of Lost Loves (Fernsehserie, 1 Folge)
- 1985: … und fanden keinen Ausweg mehr (Surviving, Fernsehfilm)
- 1986: Around the Bend (Fernsehfilm)
- 1986: Poltergeist II – Die andere Seite (Poltergeist II: The Other Side)
- 1986–1987: Still the Beaver (Fernsehserie, 2 Folgen)
- 1987: Unser Haus (Our House, Fernsehserie, 1 Folge)
- 1987: Rocky Road  (Fernsehserie, 1 Folge)
- 1988: Poltergeist III – Die dunkle Seite des Bösen (Poltergeist III)